# Ljubomir Ljubenov
Ljubomir Ljubenov, född den 26 mars 1957 i Plovdiv, Bulgarien, är en bulgarisk kanotist.
Han tog OS-guld i C-1 1000 meter och OS-silver i C-1 500 meter i samband med de olympiska kanottävlingarna 1980 i Moskva.